# Chevrolet Delray
La Chevrolet Delray est une voiture du constructeur automobile américain General Motors sous la marque Chevrolet.
À ses débuts en 1954, il s'agissait uniquement d'une ligne d'équipements optionnelle de la Chevrolet 210 dans sa version berline deux portes (2 Door Club Coupe) puis la Delray devint un modèle à part entière à la disparition des modèles de base Chevrolet 150 et 210, qu'elle remplaça en 1958, Chevrolet ayant décidé de faire monter sa gamme devant l'attente d'une clientèle devenue plus exigeante. Elle existait en berline deux-portes (2 Door Club Coupe ou Utility Coupe, une version utilitaire sans banquette arrière avec accès direct au coffre) et quatre-portes (4 Door Sedan), avec un choix de deux motorisations (V8 small-block de 4,6 L, Chevrolet
big-block de 5,7 L et L6 de 3,9 L). Avec sa finition minimaliste et ses options limitées, elle était plutôt destinée aux flottes d'entreprises ou aux administrations comme les polices d'autoroutes, mais restait accessible aux particuliers désireux d'acquérir un modèle bon marché. Son dérivé break s'appelait Chevrolet Yeoman.

## Première génération (1954)

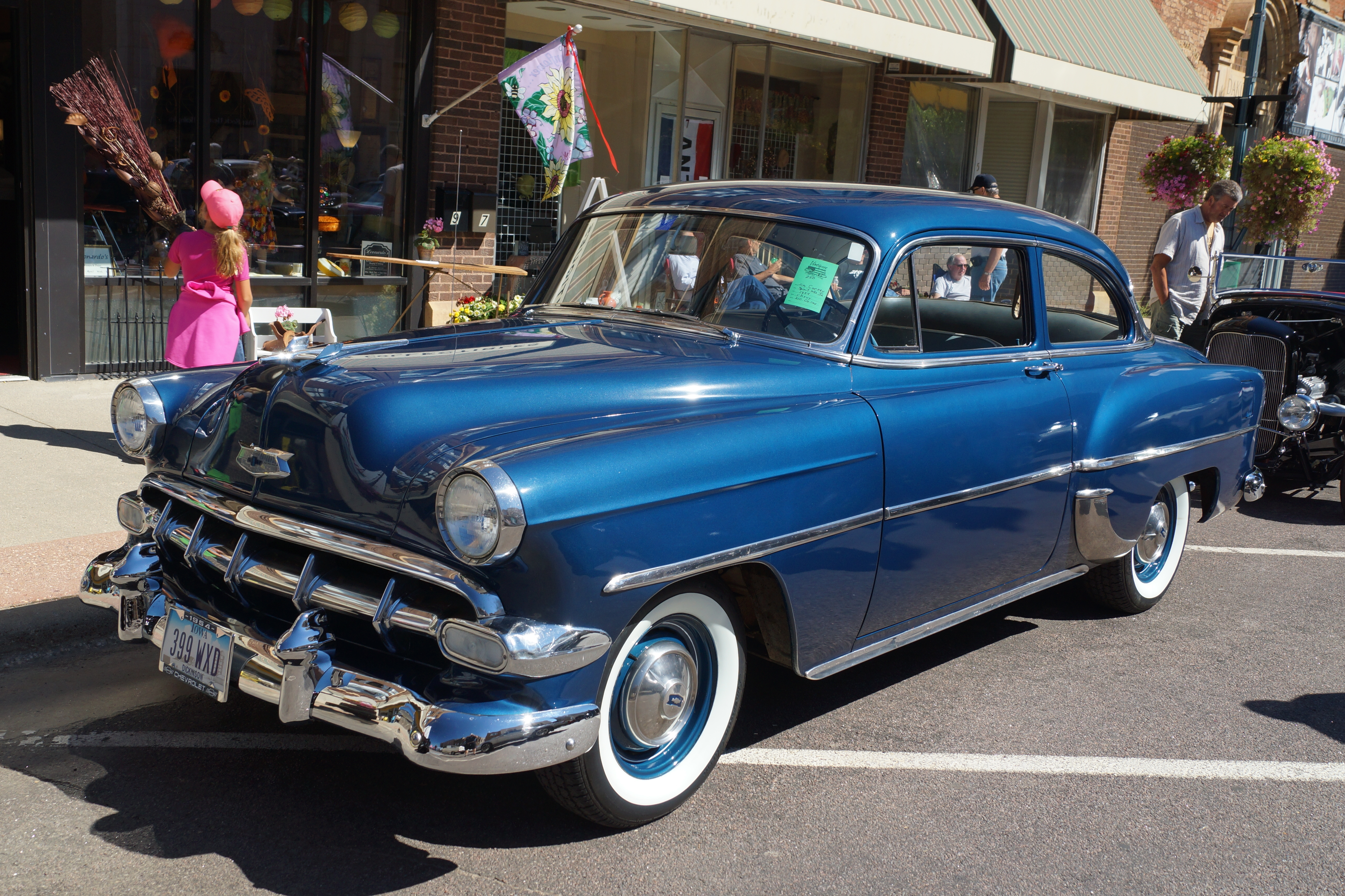
Chevrolet Delray de 1954.

La Delray apparaît pour la première fois en 1954 comme coupé (en réalité une berline deux portes plus luxueuse) dans la série des Chevrolet 210. En 1954, la série 210 a perdu plusieurs modèles dont les cabriolets et coupés hardtop, désormais réservés aux Bel Air. Disparaît également le coupé club à habitacle court, que le "coupé" Delray remplace.

### 1954
Le châssis et les pièces mécaniques étaient communs avec le reste de la gamme de voitures particulières, et l'aspect général était le même que le reste de la gamme. La suspension avant était indépendante, nommée "knee-action". Cette année a marqué la fin du moteur à six cylindres en ligne "Blue Flame" en tant que moteur supérieur avant l'introduction du V8 petit bloc en 1955; et 1954 était également la dernière année pour les systèmes électriques à six volts dans les véhicules Chevrolet. 
La seule vraie différence avec les deux portes 210 étaient un intérieur et intérieurs plus raffinés, notamment des sièges revêtus de vinyle. Avec un prix de 1 782 $, la Delray se plaçait au-dessus des berlines two-ten 4 portes mais en dessous d'une Bel Air berline 2 portes,. 

#### Moteurs
Deux moteurs ont été utilisés dans l'année modèle 1954, avec l'unité Blue Flame plus puissante utilisée avec la transmission automatique Powerglide. Toutes les 210 avaient une transmission manuelle synchromesh à trois vitesses en standard, avec deux transmissions en option. Tous les moteurs étaient de conception à soupapes en tête (OHV). Ils sont communément appelés «stovebolt sixes» en raison des grandes vis à tête fendue utilisées pour fixer le couvercle de soupape et les couvercles de tige de poussée au bloc.
- "Blue Flame" I6 235 de 115 ch (86 kW) sur les voitures équipées de transmission manuelle.
- "Blue Flame" I6 235 de 125 ch (93 kW) sur les voitures équipées de transmission automatique.

#### Transmissions
- Manuelle Synchromesh à trois vitesses
- Manuelle Synchromesh à trois vitesses avec unité de surmultiplication
- Automatique Powerglide à deux vitesses

## Deuxième génération (1955-1957)

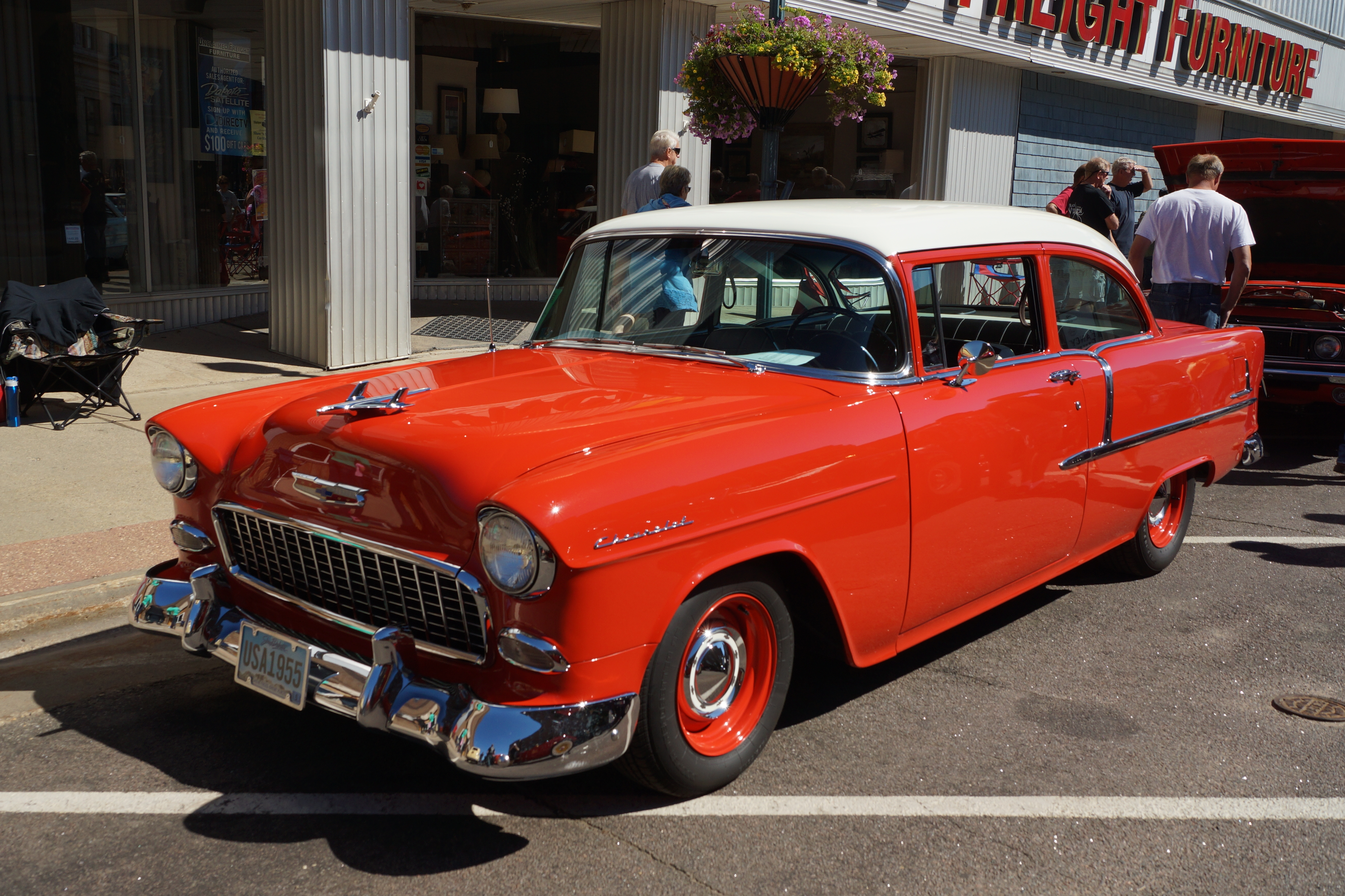
Chevrolet Delray de 1955.

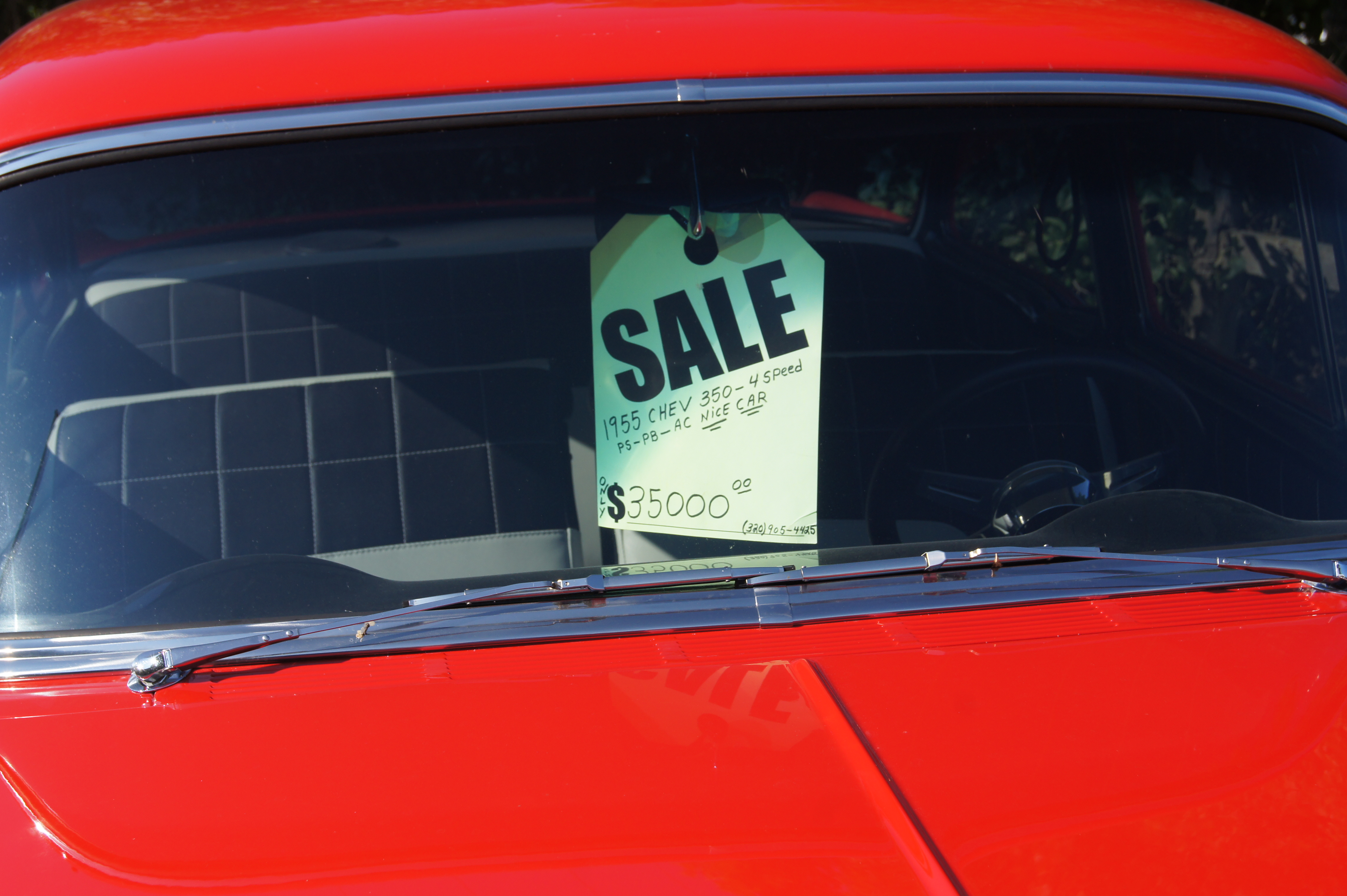
Vue des sièges au motif "gaufre".

Parmi les Chevrolet Tri-Five, la Delray restait une version optionnelle de la 210 berline deux portes. Elle comportait une sellerie en vinyle améliorée avec des plis "gaufrés", de couleur assortie à l'extérieur, ainsi que de la moquette et d'autres améliorations mineures. 

### 1955
L'année modèle 1955 a marqué l'introduction d'un nouveau châssis et les débuts du petit bloc moteur V8 de Chevrolet. Le cadre de porte central a été renforcé pour plus de sécurité. Les freins étaient des tambours de 11 pouces (280 mm). Un acheteur de 210 était libre de choisir n'importe quelle option de groupe motopropulseur Chevrolet. L'ampèremètre et les jauges de pression d'huile ont été remplacés par des témoins lumineux.
Un total de 115 584 Delray sont produites en 1955, ce qui sera la meilleure année pour les Chevrolet 210 Delray.

#### Moteurs
- "Blue Flame" I6 235 de 123 ch (92 kW) (transmission manuelle)
- "Blue Flame" I6 235 de 136 ch (101 kW) (boîte automatique)
- "Turbo-Fire" V8 OHV 265 de 162 ch (121 kW) ou 180 ch (134 kW) (en option)

#### Transmissions
- Manuelle Synchromesh à trois vitesses
- Manuelle Synchromesh à trois vitesses avec unité de surmultiplication
- Automatique Powerglide à deux vitesses

### 1956
Les choix de moteurs sont restés les mêmes, sauf pour les puissances en chevaux plus élevées. Le V8 265 pouvait désormais être proposé en trois configurations différentes. L'I6 avait une nouvelle construction unifiée, peu importe la transmission.
Un total de 56 382 Delray sont produites en 1956.

#### Moteurs
- "Blue Flame" I6 235 de 140 ch (104 kW)
- "Turbo-Fire" V8 OHV 265 de 170 ch (127 kW)
- "Turbo-Fire" V8 OHV 265 avec carburateur à quatre cylindres de 210 ch (157 kW)
- "Turbo-Fire" V8 OHV 265 avec deux carburateurs à quatre cylindres de 225 ch (168 kW)

#### Transmissions
- Manuelle Synchromesh à trois vitesses
- Manuelle Synchromesh à trois vitesses avec unité de surmultiplication
- Automatique Powerglide à deux vitesses

### 1957
Nouveau en 1957, le V8 petit bloc de 283 pouces cubes. Même la version à injection de carburant était disponible pour les acheteurs de 210. La 210, y compris la Delray, partageait la garniture latérale en forme de coin avec la Bel Air, mais contrairement à la Bel Air (qui avait le coin rempli d'un panneau de garniture en aluminium), le coin de la 210 était peint soit de couleur de carrosserie, soit de couleur supérieure avec l'ensemble de peinture bicolore en option. Le script "Chevrolet" été monté à l'intérieur du coin.
Pour la première fois le prix catalogue du modèle Delray est en deçà de celui des berlines 4-portes 210. La production recule et n'est que de 25 644 exemplaires.

#### Moteurs
- "Blue Flame" I6 235 de 140 ch (104 kW)
- "Turbo-Fire" V8 OHV 265 de 162 ch (121 kW)
- "Super Turbo-Fire" V8 OHV 283 de 185 ch (138 kW)
- "Super Turbo-Fire" V8 OHV 283 avec carburateur à quatre cylindres de 220 ch (164 kW)
- "Super Turbo-Fire" V8 OHV 283 avec deux carburateurs à quatre cylindres de 270 ch (201 kW)
- «Super Turbo-Fire» V8 OHV 283 avec injection de carburant Ram-Jet Rochester de 283 ch (211 kW)

#### Transmissions
- Manuelle Synchromesh à trois vitesses
- Manuelle Synchromesh à trois vitesses avec unité de surmultiplication
- Automatique Powerglide à deux vitesses
- Manuelle Synchromesh à quatre vitesses {concessionnaire - installation uniquement}
- Automatique Turboglide à vitesse variable

## Troisième génération (1958)
En 1958, la Delray est devenu une série distincte à part entière, prenant la place de la 150. La Delray devenait donc le modèle sans fioritures de Chevrolet, les modèles plus chers étant la Biscayne, la Bel Air et, au sommet, l'Impala (une finition de la Bel Air pour 1958). Comme tous les modèles redessinés de 1958, elle avait maintenant le châssis en X de GM. Elle était offerte en berline 2 portes, berline utilitaire 2 portes, berline 4 porteset en berline de livraison (break tôlé). La Chevrolet Yeoman était l'équivalent break à quatre ou deux portes de la Delray de 1958. En tant que tel, ce modèle était populaire auprès des acheteurs de flottes tels que les services de police et les entreprises. Cependant, les clients privés pourraient également acheter une Delray si les principaux objectifs étaient le bas prix, l'économie et le transport de base polyvalent avec la commodité d'une automobile full-size.

### 1958
Pour 1958, les modèles Chevrolet ont été repensés, devenant plus longs, plus bas et plus lourds que leurs prédécesseurs et répondant ainsi aux Ford 1957 qui avaient impulsé le mouvement. Le premier gros V8 de série de Chevrolet, le 5700 cm³, était désormais une option. Le design de Chevrolet pour l'année 1958 a eu plus de succès que les autres marques GM[réf. nécessaire], et n'avait pas autant de chromes opulents que les Pontiac, Oldsmobile, Buick et Cadillac. La face avant des Chevrolet était complétée par une large calandre et des phares quadruples qui aidaient à donner l'aspect d'une « bébé Cadillac »; les ailerons du break ont reçu une zone concave sur les deux panneaux latéraux, semblable à la berline, mais les breaks y logeaient des feux arrière simples au lieu des doubles (triples sur les Impala) pour laisser de la place au hayon. Malgré une année de récession, les consommateurs ont fait de Chevrolet la première marque automobile (battant Ford, qui détenait le titre en 1957), la Bel Air étant son modèle le plus populaire. Avec sa grande variété de styles et de modèles de carrosserie, les Bel Air pouvaient être proposées avec presque tous les luxes imaginables de la gamme Chevrolet. Un nouveau tableau de bord a été utilisé. La valeur d'un coefficient de traînée pour les breaks Chevrolet de 1958, estimée par a-c, est de 0,6.
En accord avec son statut bas de gamme, la Delray avait des garnitures intérieures et extérieures minimales et des options limitées. Un total de 178 000 Delray, et un nombre inconnu de Yeoman, ont été produits en 1958.

#### Moteurs
Les acheteurs pouvaient commander n'importe quel choix de moteur et de transmission, y compris le nouveau V8 348 (1958 était la première année pour le V8 «gros bloc» de Chevrolet) et les V8 283 à injection de carburant.
- "Blue Flame" I6 235 de 3.9L
- "Turbo Fire" V8 OHV 283 (4.6L) de 195ch (145 kW) à 220ch (164 kW)
- "W-series Turbo Thrust" V8 big block 348 (5.7L) de 250ch (186 kW) à 350ch (261 kW)

#### Transmissions
- Manuelle à trois vitesses (rapport rapproché)
- Manuelle à trois vitesses surmultipliée
- Automatique Turboglide
- Automatique Powerglide à deux vitesses (Type Corvette)

#### Sécurité
Comme le reste de la gamme de Chevrolet full-size de 1958, le Yeoman présentait le nouveau cadre cruciforme «Safety-Girder» de Chevrolet. Similaire dans la disposition au cadre adopté pour la Cadillac de 1957, il comportait des rails latéraux en caisson et une traverse avant en boîte qui s'inclinait sous le moteur, ces "cadres en X" ont été utilisés sur d'autres Chevrolet de 1958 à 1964, ainsi que sur les Cadillac. L'arrière était attaché ensemble par une traverse de section de canal. Cette conception a ensuite été critiquée comme offrant moins de protection en cas de collision latérale, mais elle persisterait jusqu'en 1965.

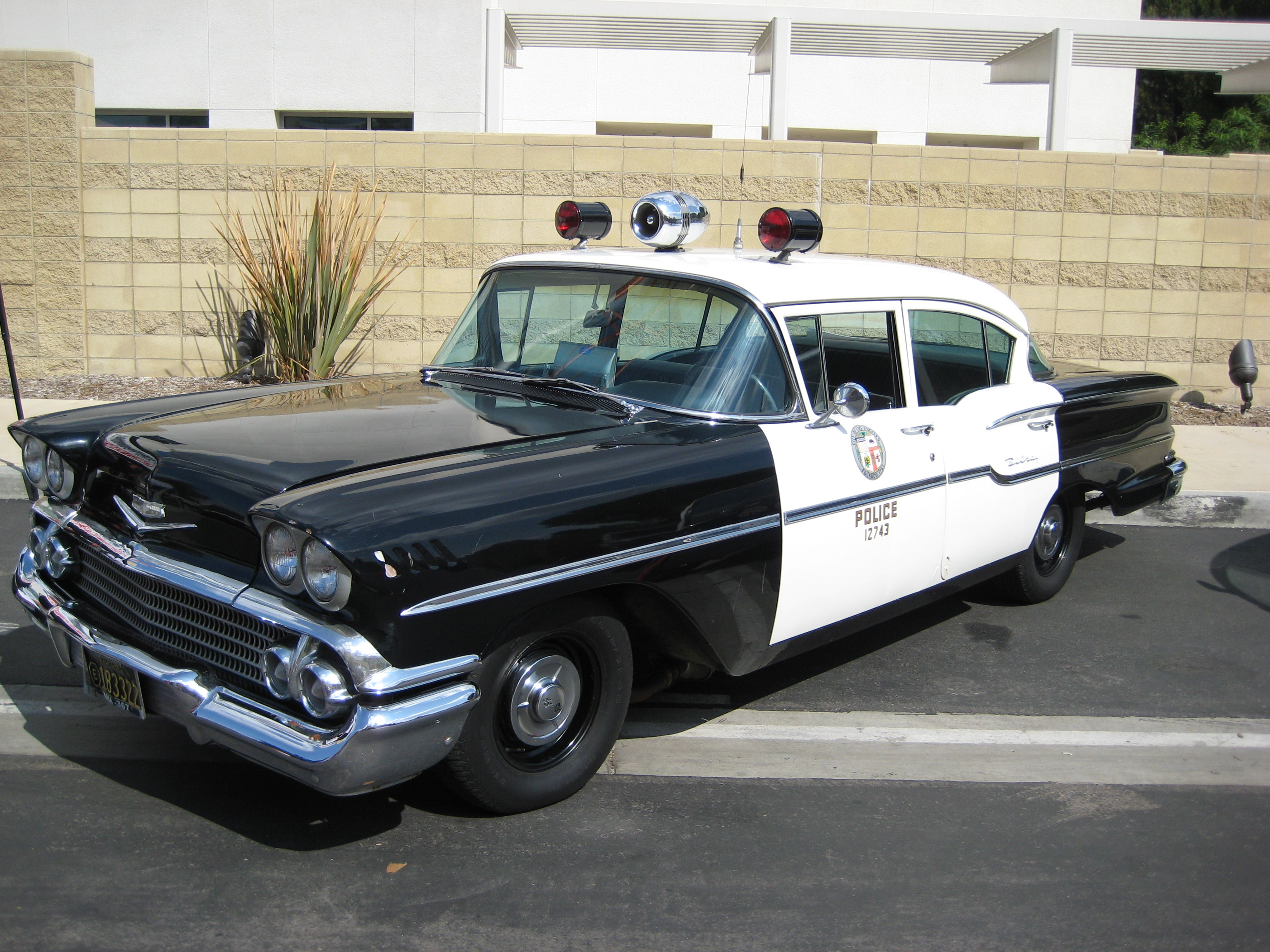
Berline aux couleurs du Los Angeles Police Department.
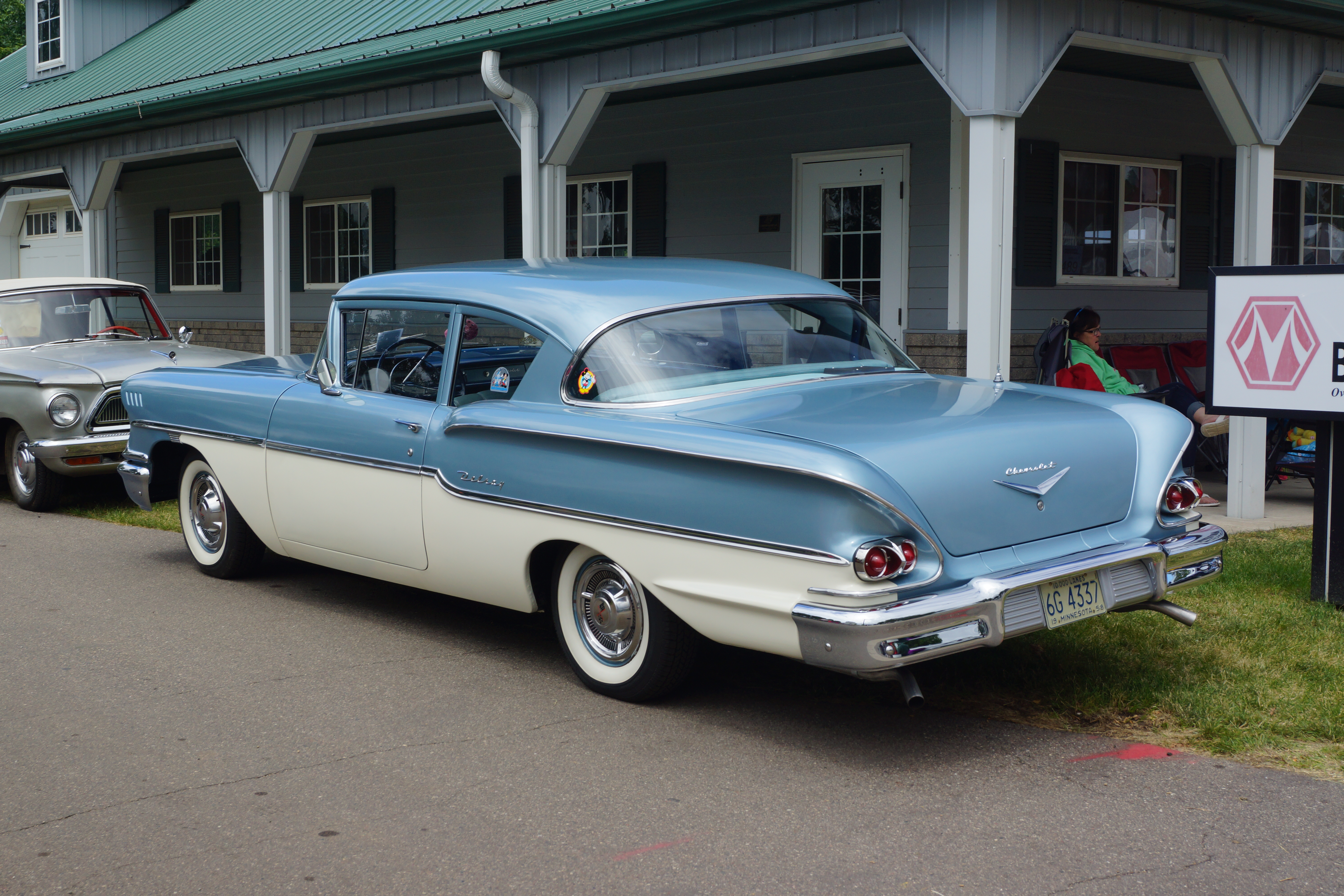
Berline deux portes.
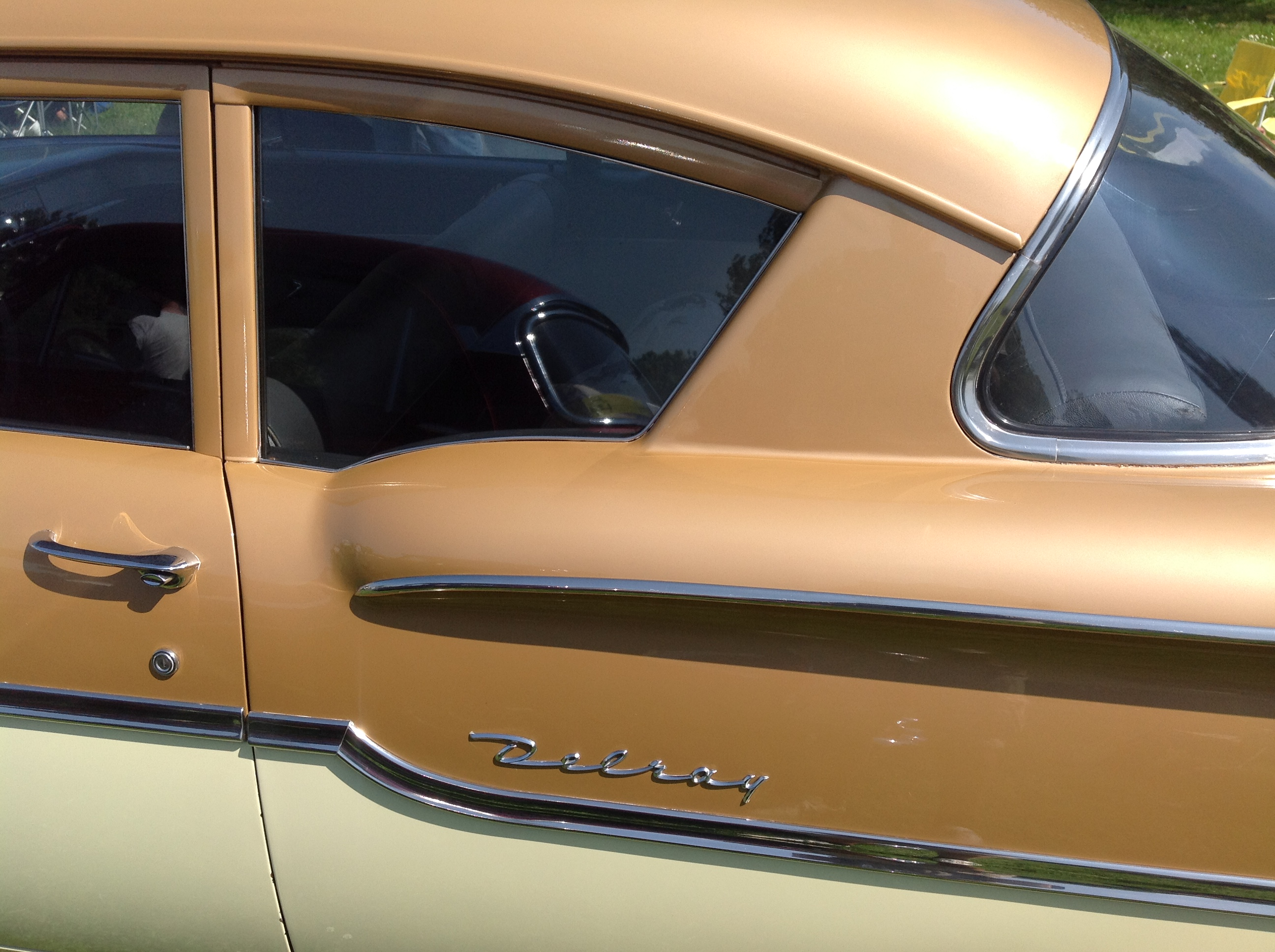
Logo "Delray".
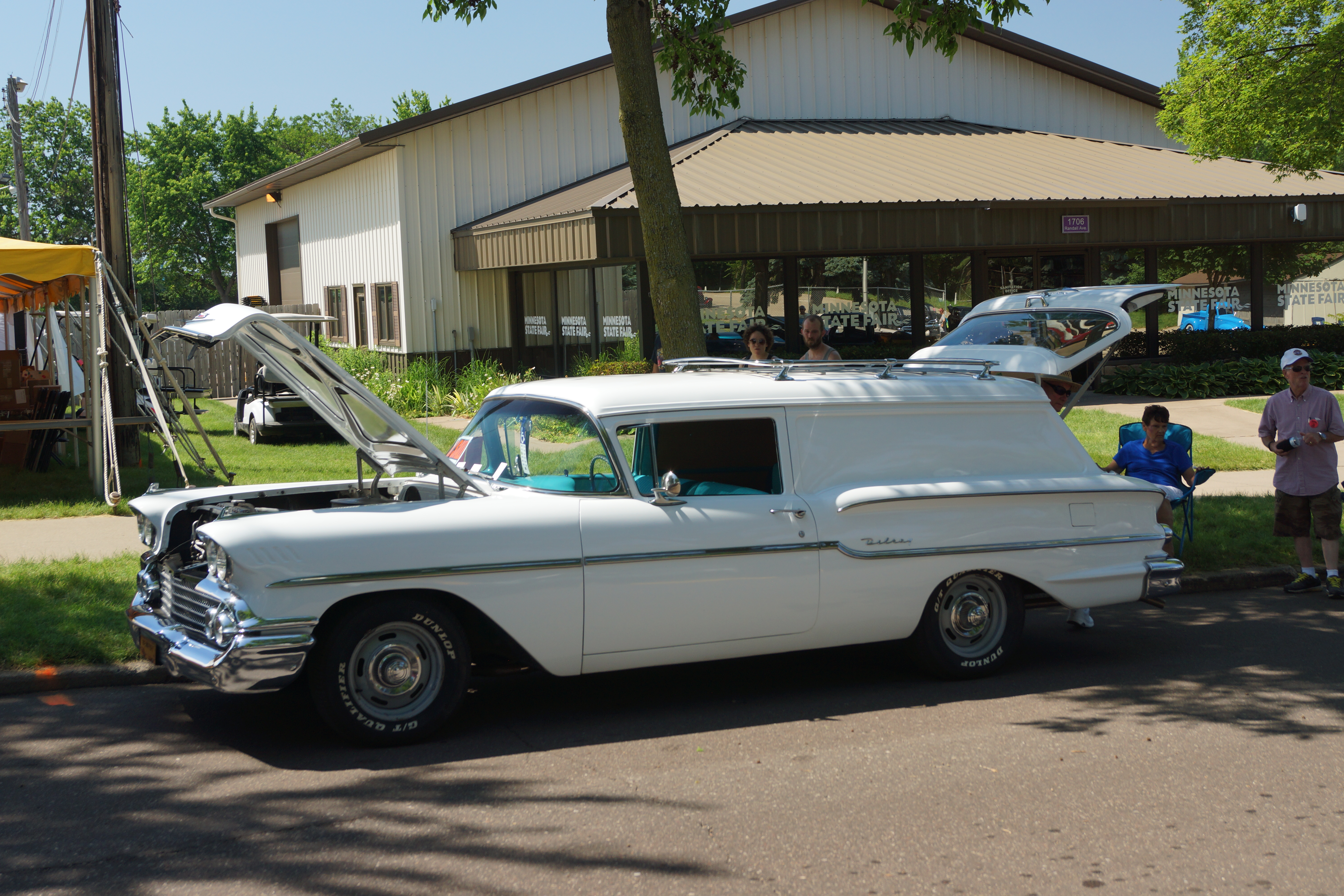
Chevrolet Delray berline de livraison 2 portes de 1958.
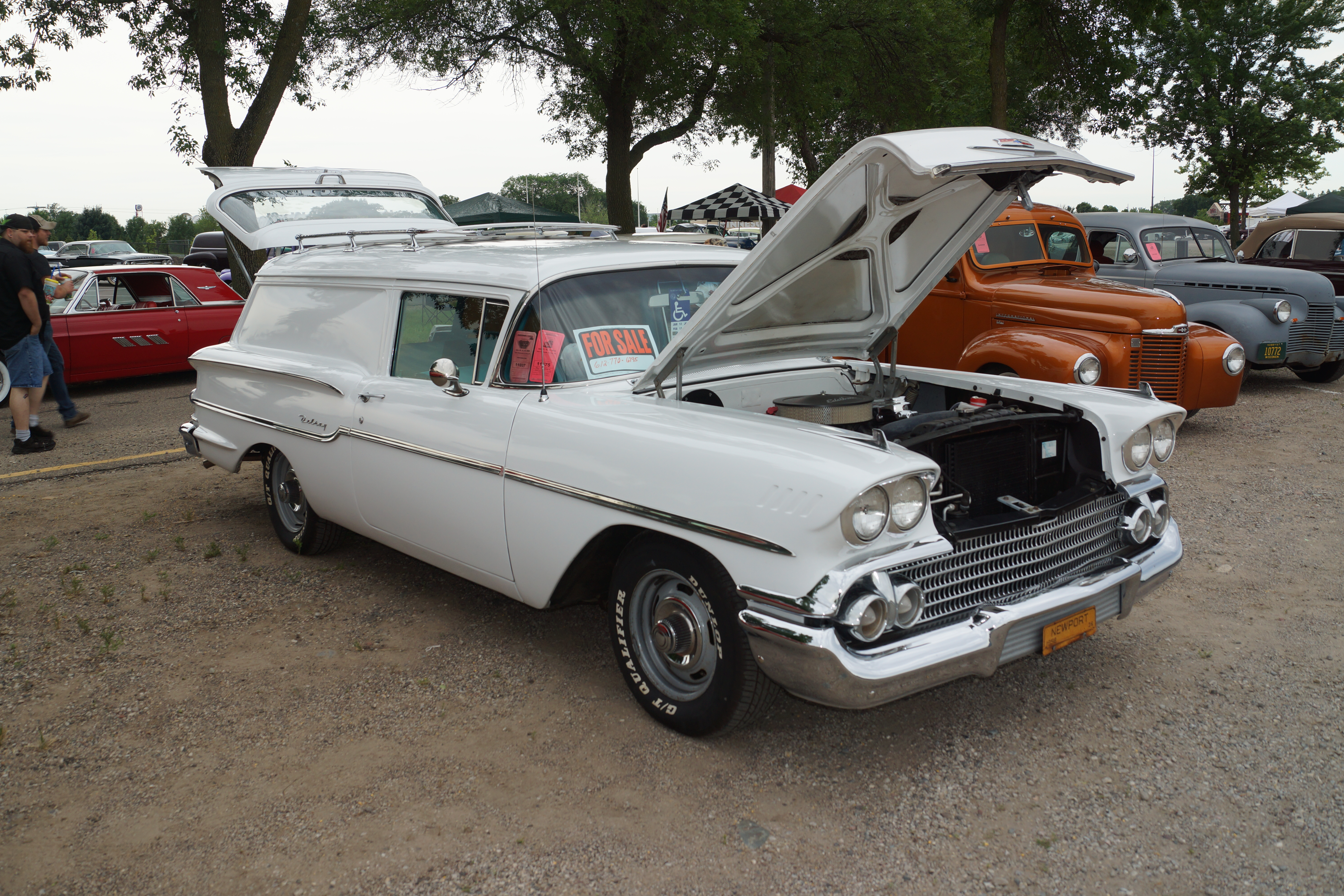

## Chevrolet Yeoman

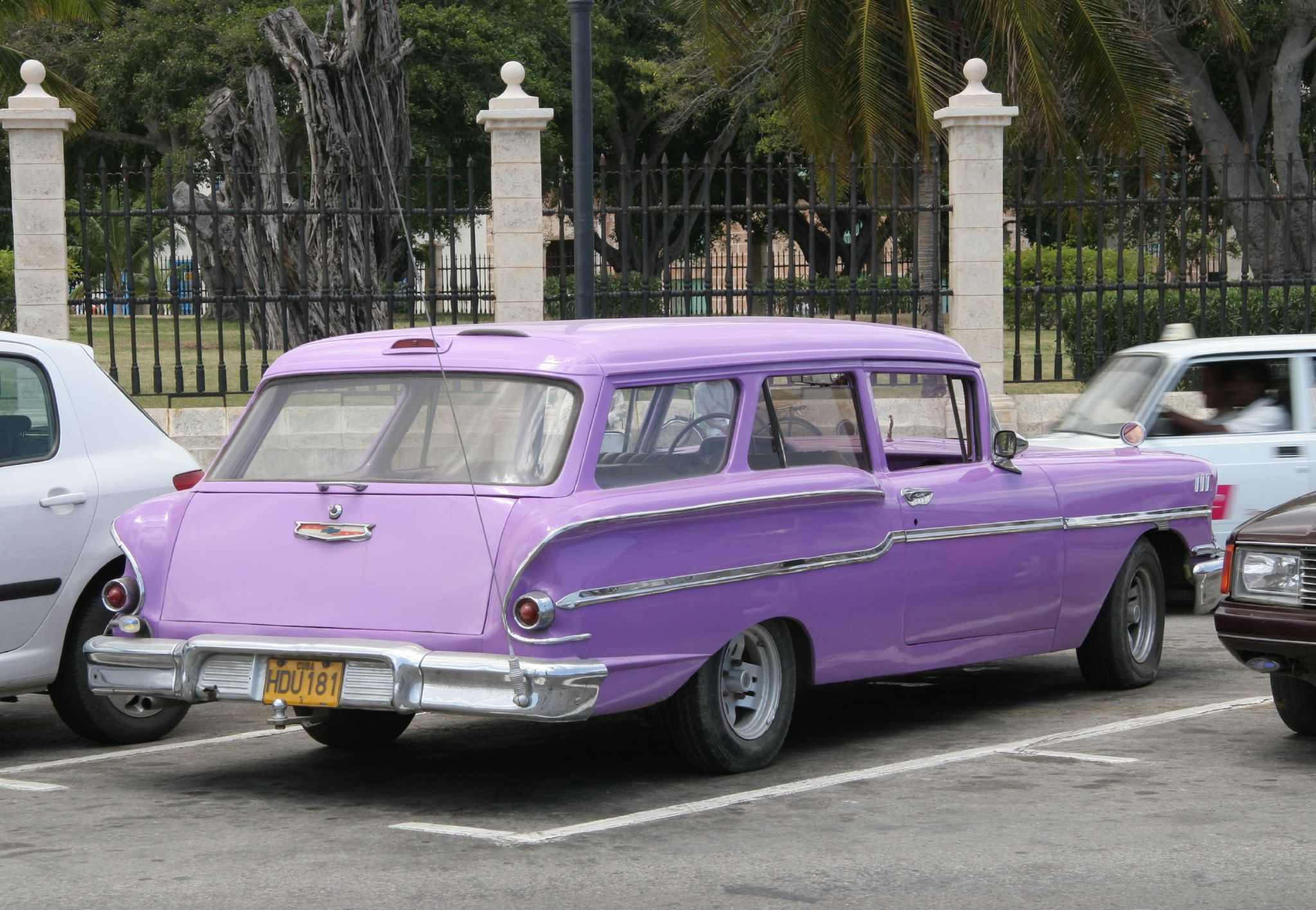
Chevrolet Yeoman 1958 dans les rues de La Havane.

Le Chevrolet Yeoman est un break qui a été produit par la marque sur la base de la Chevrolet Delray lors de l'unique millésime 1958 en remplacement de la série populaire 210 produite de 1953 à 1957. Il était disponible en deux formes de carrosserie : deux (2 door Station Wagon) et quatre portes (4 door Station Wagon), mais toujours en six places (trois + trois) et constituait l'entrée de gamme de la marque Chevrolet, avant le Chevrolet Brookwood mieux équipé et basé sur la Chevrolet Biscayne (disponible dès 1959), et le « sélect » Chevrolet Nomad basé sur la Chevrolet Bel Air (depuis 1958 en quatre portes). Il était disponible équipé d'un moteur six-cylindres Blue Flame de 3,9 L ou avec un V8 (5,7 L et 4,6 L small-block à injection), avec une dotation d'équipement plutôt réduite par rapport aux standards de l'époque et un choix d'options limité (boite automatique, entre autres). Selon ses concepteurs, ce break se voulait avant tout pratique avec son aménagement intérieur facile d'entretien (notamment au niveau du nettoyage) qui était composé majoritairement de matériaux plastiques tels que le vinyle ou le linoleum qui garnissait le plancher, à la place de la traditionnelle moquette.

## Remplacement
Tous les modèles GM de 1958 n'ont pas été reconduits l'année suivante, victimes de leur insuccès et cherchant coûte que coûte à répondre aux exubérantes Plymouth, Dodge, De Soto et Chrysler introduites en 1957. Les nouvelles Chevrolet de 1959, comme les Pontiac, Buick, etc. seront ainsi dotés de carrosseries encore plus imposantes avec de larges vitrages panoramiques coiffées par des grands ailerons.
À l'occasion de ce changement, le nom Delray est renvoyé aux oubliettes - il n'aura été utilisé qu'un an pour un modèle à part entière - et le nouveau modèle d'entrée de gamme revient à la Chevrolet Biscayne. Les Yeoman ont également disparu au profit des Brookwood qui descendent également de gamme.